# Бланчардстаун

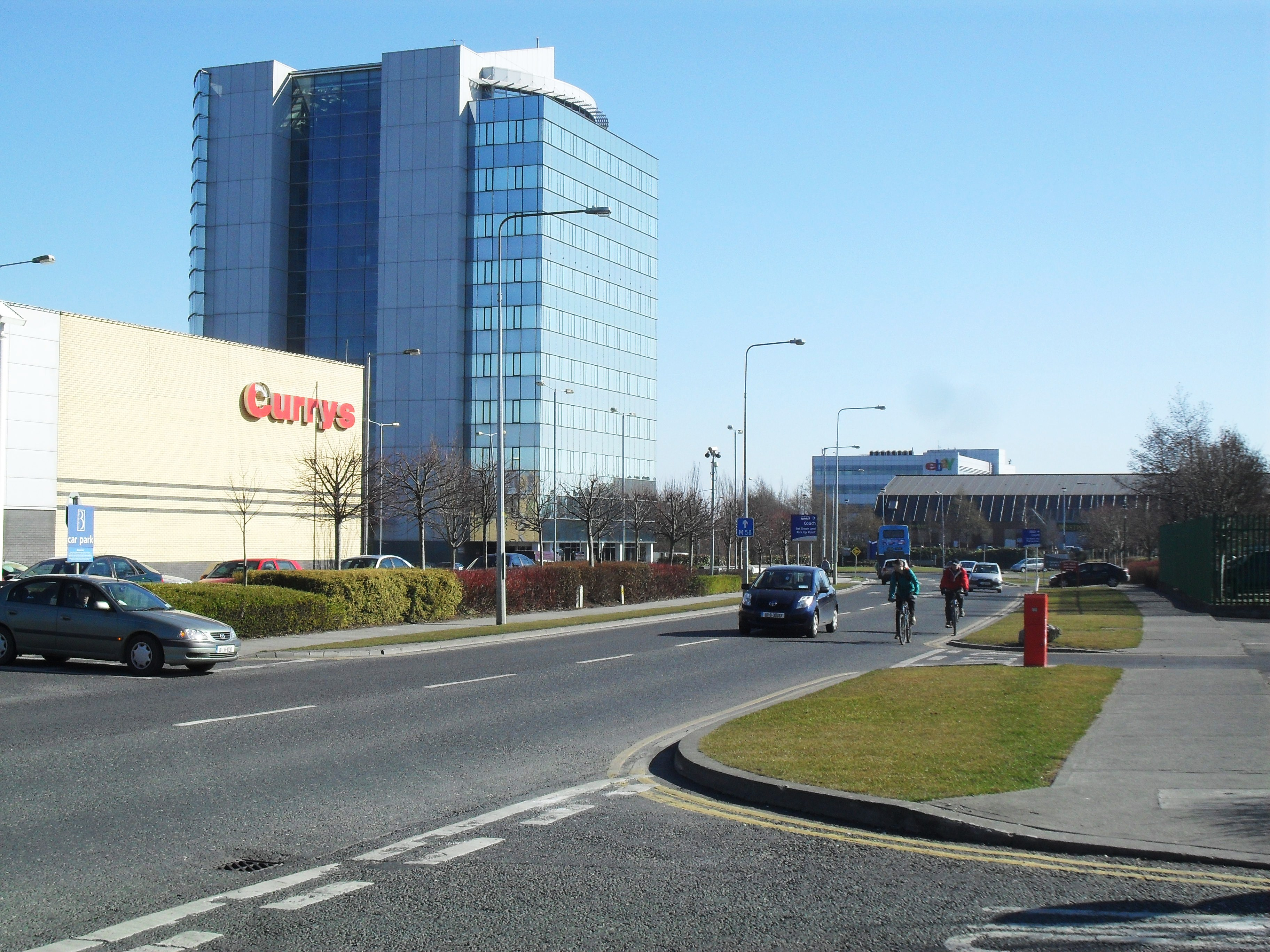

Бланчардстаун (англ. Blanchardstown; ирл. Baile Bhlainséir) — пригород в Ирландии, находится в графстве Фингал (провинция Ленстер).
Согласно данным переписи населения 2006 года численность проживающих в пригороде составляла 90 952 человек. Бланчардстаун — крупнейший из всех пригородов Дублина.

## Местоположение и транспортная схема
Пригород Бланчардстаун расположен рядом с городской кольцевой автомагистралью M50 к северу от её пересечения с рекой Лиффи. На востоке Бланчардстаун граничит с пригородом Каслнок, на западе — с пригородами Клонсилла и Онгар, на севере — с Террелстауном и Холлистауном, на юге и юго-востоке — с пригородами Портерстаун и Дисуэллстаун. С востока на запад по южной части территорию пригорода пересекают Королевский канал Ирландии и железнодорожная линия Дублин-Слайго.

### Транспорт
Общественный транспорт в Бланчардстауне представлен автобусными компаниями Dublin Bus, Urbus и железнодорожной линией пригородного сообщения до западного района университетского городка Мейнут. Железнодорожный вокзал был введён в эксплуатацию 2 июля 1990 года и расположен в двухстах метрах от восточной границы пригорода. Через Бланчардстаун проходят автобусные маршруты 37, 38/A/B/C, 39/A/B/C/X 70/X/N, 76a, 220, 236, 237, 238, 239 и 270 компании Dublin Bus. Автобусами частной компании URbus можно доехать до Аэропорта Дублина.
Главной автомобильной магистральной пригорода является автодорога N3.